# الملعب البلدي بحومة السوق
الملعب البلدي بحومة السوق هو ملعب كرة قدم يقع في مدينة حومة السوق بجزيرة جربة في الجمهورية التونسية، يحتوي على 12.000 مقعد.
ويستخدم هذا الملعب من طرف الجمعية الرياضية بجربة الذي ينشط في الرابطة التونسية المحترفة الثانية لكرة القدم.